# 越冬
越冬（えっとう）とは、季節の変化がある地域において、生物が気温の低下する冬を乗り切ることである。
また、南極に滞在するときや災害で住居が確保できないときなど特別な場合に、人間に対しても「越冬」、Winterizationの語が使われる。

## 概説
温帯において、気温が低下する冬を乗り切れるかどうかは、その生物がその地域を分布域にすることができるかどうかの重要な鍵となりうる。地表に於いては生命の危機に及ぶほどの高温になることは少ないが、低温は活動を制約されるだけでなく、場合によっては生命の危機に至るからである。
氷点下の気温では、体内の水分が氷となり、その体積変化や結晶のために細胞構造が破壊されるおそれがある。そのような条件で越冬する生物には、体内の糖濃度を上げて凝固点を下げるなどの対応が見られる場合がある。

## 動物の場合

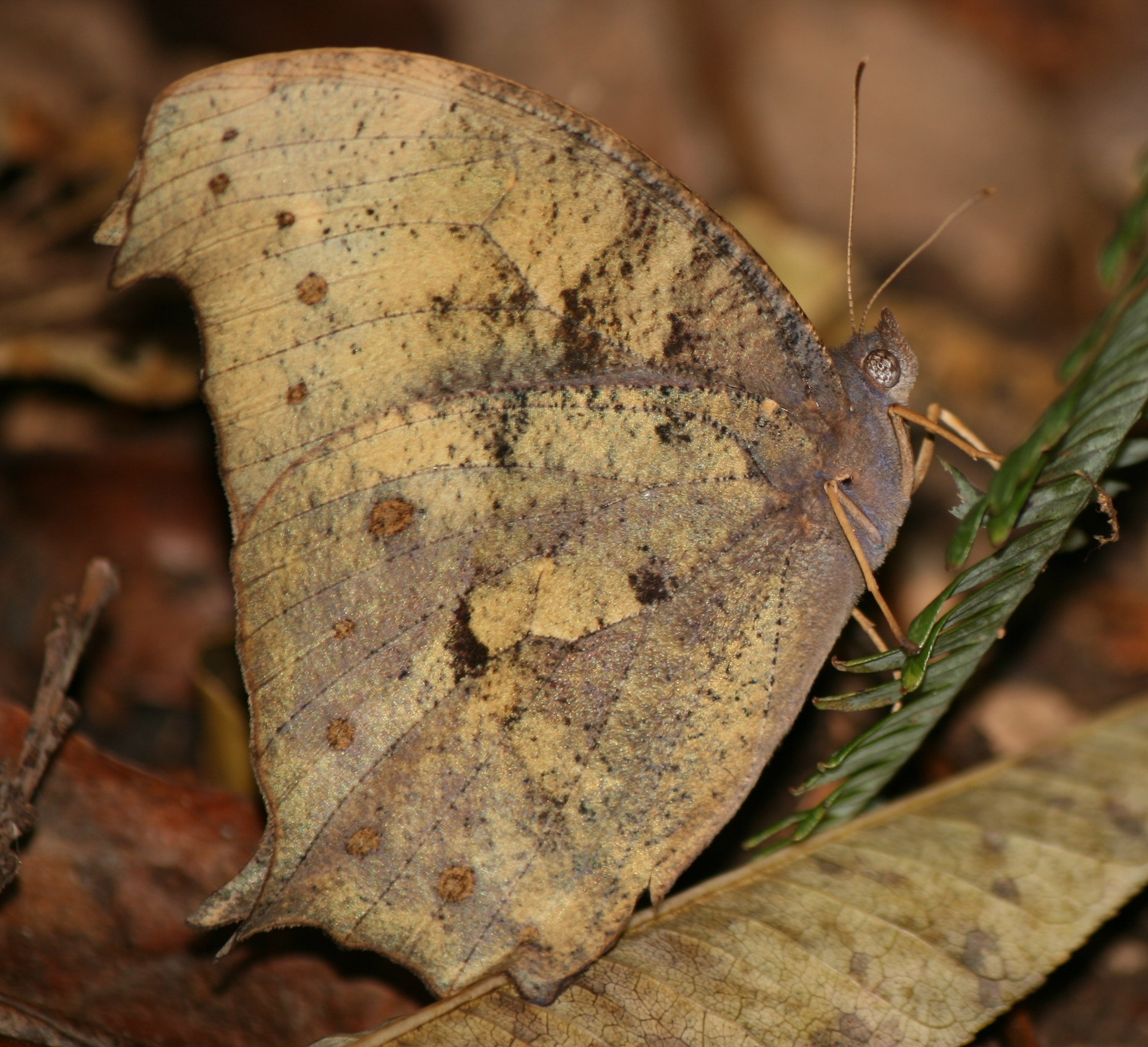
成虫で越冬するクロコノマチョウ

昆虫の場合、生活史の上で、越冬する段階が決まっているものが多い。幼虫で越冬するものを幼虫越冬、成虫で越冬するものを成虫越冬などと表現する。成虫で越冬するものはあまり多くない。アキアカネのように卵で越冬するものもあれば、モンシロチョウのように蛹で越冬するものもある。
低温の時期を、不活発な状態で動かないで乗り切ることを冬眠という。変温動物では、気温が下がれば当然不活発となるが、日が当たれば動き出すことも可能になる。そこで、あえて日の当たらないところに潜り込んで、冬を過ごしてしまうのが冬眠である。従って、冬に昆虫を探すには、北側斜面がいいとも言う。恒温動物では、コウモリやヤマネはあえて体温を落とし、不活発な状態を作り出す。
移動能力の大きいものでは、冬を暖かい地域に移動することで乗り切るものもある。渡り鳥はその代表的な例である。

## 植物の場合
植物は、弱い部分を枯死させることで冬を生き抜く。たとえば木本では葉を切り捨てるものが多い。これを落葉という。次の年に成長する新芽は厚い鱗片などで被われた冬芽となる。草本ではこのほかに、地上部を枯死させ、地下茎や球根で生き延びるものや、種子のみが生き延びるものもある。一部を捨てることをしない植物は常緑性という。冬のある地域で常緑性のものは、より温暖な地域のものに比べ、背が低く、葉が硬くて厚いなどの特徴を持つ。また、寒さに対して細胞内の糖分濃度を高めるものがあることも知られる。細胞内が氷結しにくくなるための適応と考えられる。
ラウンケルの生活形というのは、植物が冬にどう対処するかを持って植物の生活の型を分ける試みである。
ガーデニングなどでは、冬越しという言葉が使われる。
藁で囲うわらぼっち(藁囲い)、サーマルブランケットで植物を包む、藁で畑を覆う霜囲い、寒冷紗、マルチング、雪吊などが行われる。

## 積極的利用
冬の低温は、否定的な意味でとらえられがちだが、積極的にそれを利用しているものもある。たとえば、春に発芽する種子には、一度低温を経験しないと発芽しないものがある。冬季の低温を、生活史を季節と同期させるために利用しているわけである。類似の例は昆虫などにも知られる。
むしろ問題となる低温でなく、日長を休眠解除のキーとする動物もある。これは低温と日長がリンクしているだけに無意味でない。それだけでなく、低温が毎年の変動を持つのに対して、日長は規則的であるから、生活史を暦に合わせるという点ではむしろ有効である。